# برد وانامیکر
برد وانامیکر (انگلیسی: Brad Wanamaker؛ زادهٔ ۲۵ ژوئیهٔ ۱۹۸۹) بازیکن بسکتبال اهل ایالات متحده آمریکا است.
از باشگاه‌هایی که در آن بازی کرده‌است می‌توان به باشگاه بسکتبال مردان فنرباغچه، بوستون سلتیکس، مین رد کلاوز، و آستین توروس اشاره کرد.